# Liste der k.k. Hoflieferanten 1856

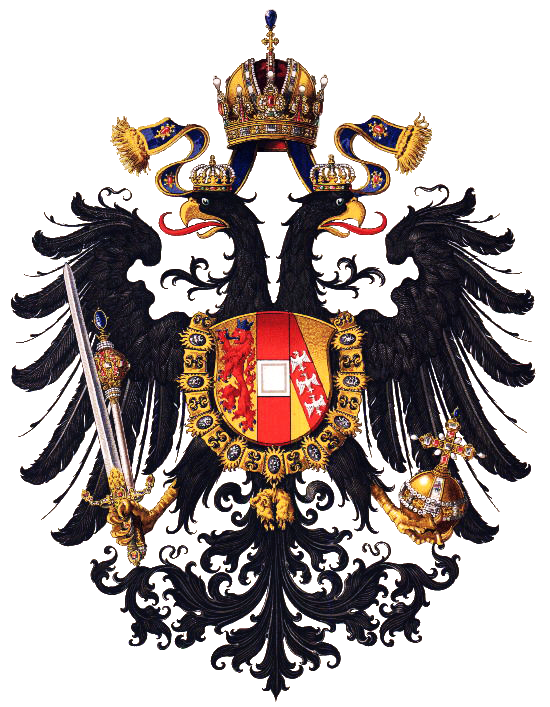
Das Wappen mit dem kaiserlichen Doppeladler durften die Träger des k.k. Kammer- und Hof-Titels öffentlich führen.

Die Namen und Daten der k.k. Hoflieferanten für das Jahr 1856 entstammen dem amtlichen Hofkalender.
Die Gesamtanzahl der Lieferanten die den k.k. Kammer-Titel trugen war drei, allesamt in Wien. Davon waren zwei Frauen.
Die meisten Lieferanten hatten ihren Sitz in Wien, außerhalb von dort gab es Lieferanten in Ofen sowie in Prag.
Als Hoflieferanten gelten nicht die k.k. Kammer-Künstler und die k.k. Hof-Künstler.

## K.k. Kammer-Titel

Titelseite Hofkalender 1856

Seite 16 Hofkalender 1856

Seite 17 Hofkalender 1856

- Benkowits Maria, Kammer-Kunststickerin
- Körner Anton, Kammer-Waldhorn- und Trompetenmacher
- Schwarz Francisca, Kammer-Leibkürschnerin

## K.k. Hof-Titel

### A
- Arbesser Alois, Hof-Seidenwaren-Fabrikant

### B
- Baumann Carl, Hof-Samenhändler
- Bernhofer Carl, Hof-Ziegeldeckern
- Beyer Jac., Hof-Tischler
- Biedermann, Jos. und Anton, Hof-Juweliere
- Bollinger Samuel, Hof-Maschinen-Fabrikant
- Bösendorfer Ignaz, Hof-Fortepiano- und Klaviermacher
- Braumüller Wilhelm, Hof-Buchhändler
- Burg Anton und Sohn, Hof-Ackerwerkzeug- und Maschinen-Fabrikanten

### D
- Demel Franz, Hof-Drechslermeister
- Deutsch Ignaz, Hof-Wechsler
- Dorer Franz Jos., Hof-Uhrmacher

### E
- Exinger Ferdinand, Hof-Wildprethändler

### F
- Faber Heinrich, Hof-Kleidermacher
- Fortmüller Heinrich, Hof-Friseur

### G
- Geiger Theresia, Hof-Modistin
- Geyling Josef, Hof-Zimmermaler
- Gierth Johann, Hof-Zimmermeister
- Gohde Friedrich, Hof-Schlosser
- Greiner Moriz, Hof-Kalligraph
- Grube August, Hof-Lithograph
- Grünberg Franz, Hof-Apotheker in Ofen

### H
- Haase Gottlieb Söhne, Hof-Buchdruckerei in Prag
- Hasenauer Christoph, Hof-Zimmermeister
- Haslinger Carl, Hof-Kunst- und Musikalienhändler
- Haubtmannsberger Johann Baptist, Hof-Spiegellieferant
- Herz Leopold, Hof-Anstreicher
- Hilzer Ignaz, Hof-Glockengießer
- Hofmann Anton, Hof-Geigenmacher
- Hofmann Wilhelm, Hof-Glaser und Hof-Glaswarenhändler
- Hollsteiner Franz, Hof-Bibliothek-Buchbinder

### J
- Jacks Franz, Hof-Zimmermeister
- Jäger Carl, Hof-Steinmetzmeister
- Jägermayer Samuel, Hof-Leinwäsch- und Wirkwarenhändler
- Janisch’s (Franz) sel. Witwe, Hof-Stuckaturmeisterin
- Jauner Franz, Hof-wappengraveur

### K
- Kachler Johann, Hof-Samenhändler
- Klinkosch, siehe Mayerhofer
- Köchert und Sohn, Hof-Juweliere
- Krahl Barbara (vormals Stein), Hof-Wappenmalerin
- Krickl Ernst, Hof-Seidenzeug- und Kirchenstoff-Lieferant
- Kuppitsch’ (Matth.) sel. Witwe, Hof-Bibliothek-Antiquar-Buchhändlerin
- Küss’s (Wolfgang) sel. Witwe, Hof-Blasinstrumentenmacherin

### L
- Lamberti Johann, Hof-Seiden- und Sametwaren-Fabrikant
- La Vigne, August, Hof-Bildhauer
- Lechner Franz, Hof-Tapezierer
- Leibenfrost, Franz, Hof-Weinlieferant
- Lesemann Dietrich, Hof-Schlosser

### M
- Mayer Leopold, Hof-Baumeister
- Mayerhofer und Klinkosch, Hof-Gold-, Silber- und Plattier-Warenfabrikanten
- Meissl Franz, Hof-Tuscherer

### N
- Neumayer Jos., Hof-Essig-Lieferanten
- Nowak Franz, Hof-Reparationsschlosser
- Nowotny Franz, Hof-Modewaren-Lieferant
- Nuglisch A. C. und A. G. Thies, Hof-Parfümeriewaren-Lieferanten

### O
- Oberst Carl, Hof-Kupferschmiedmeister
- Oelzelt Anton, Hof-Baumeister
- Oery Johann, ungarischer Hof-Kleidermacher

### R
- Radnitzky Jos., Hof-Wappengraveur
- Reiberger Alois, Hof-Spängler
- Reiss August, Hof-Spängler
- Rettich Johann, Hof-Uhrmacher
- Rospini Carl Jos., Hof-Drechslermeister
- Rothe Christian Friedrich, Hof-Goldarbeiter
- Rozet Ignaz Franz, Hof-Galanteriewarenhändler

### S
- Schabat Vincenz, Hof-Friseur
- Schiffer Francisca und Sohn, Hof-Gold- und Silberarbeiter
- Schmidt’s (Jos.) sel. Witwe, Hof-Goldarbeiterin
- Schrattenbach Ludwig, Hof-Anstreicher
- Schreder Jos., Hof-Seifensieder
- Schrems Bernhard, Hof-Blätterjalousien-Fabrikant
- Simon Jos., Hof-Futteralmacher
- Singer Heinrich, Hof-Steingraveur
- Socher Jos., Hof-Futteralmacher
- Spina Carl A., Hof-Kunst- und Musikalienhändler
- Stehle Johann, Hof-Blasinstrumentenmacher
- Stein Carl, Hof-Fortepiano- und Klaviermacher
- Steinfelder und Söhne, Hof-Schuhmacher
- Stöger Friedrich, Hof-Tapezierer
- Streicher Johann Baptist, Hof-Fortepiano- und Klaviermacher
- Stunzer Thomas, Hof-Deckenmacher
- Stuwer Anton, Hof-Feuerwerker
- Swoboda W. J., Hof-Juwelier

### T
- Tapfer Maria, Hof-Posamentiererin
- Thies, siehe Nuglisch
- Timmel Johann, Hof-Seiden- und Seidenband-Lieferant
- Türk Jos., Hof-Juwelier

### U
- Ulrich Christian, Hof-Spiegel- und Lust-Fabrikant

### V
- Viehweider Peter, Hof-Weisswaren- und Spitzenhändler

### W
- Wasserburger Anton, Hof-Steinmetzmeister
- Wertheim Franz, Hof-Werkzeug-Fabrikant
- Wieser Anton, Hof-Goldgalanterie-Arbeiter
- Winkler’s (Mathias) sel. Witwe, Hof-Tischlerin
- Wissmann Franz, Hof-Glaser

### Z
- Zentner Johann, Hof-Vergolder

## Quelle
- Hof- und Staats-Handbuch des Kaiserthumes Österreich. Kaiserlich-königliche Hof- und Staatsdruckerei, Wien 1858, S. 16–17.